# Gare de Nemours - Saint-Pierre
Gare de Nemours - Saint-Pierre vasútállomás Franciaországban, Saint-Pierre-lès-Nemours településen.

## Vasútvonalak
Az állomást az alábbi vasútvonalak érintik:
- Moret–Lyon-vasútvonal

## Kapcsolódó állomások
A vasútállomáshoz az alábbi állomások vannak a legközelebb:
- Gare de Bagneaux-sur-Loing (Gare de Montargis, Line R)
- Gare de Bourron-Marlotte - Grez (Paris Gare de Lyon, Line R)